# Marie Carandini
 (juillet 2023).
Le contenu est difficilement compréhensible vu les erreurs de traduction, qui sont peut-être dues à l'utilisation d'un logiciel de traduction automatique.
Marie Carandini, marquise de Sarzano, née Maria Burgess le 1er février 1826 à Londres et morte le 13 avril 1894 à Bath, est une chanteuse d'opéra anglo-australienne. Elle vit sa carrière en Australie où elle vit durant la majeure partie de sa vie et chante sur de nombreuses scènes internationales.

## Biographie

### Jeunesse
Carandini est née à Brixton en Angleterre, fille du cocher James Burgess, décédé en 1834, et de Martha Burgess, née sous le nom Medwin. Sa mère est une cousine de Thomas Medwin, compagnon et biographe de Byron, et son père revendique une relation étroite avec le poète britannique Shelley. Elle accompagne ses parents au Van Diemen's Land (aujourd'hui Tasmanie) en 1833. À l'âge de 17 ans, elle épouse un noble italien, Jérôme Carandini, marquis de Sarzano (1803-1870), réfugié politique,. Les époux Carandini vont à Sydney vers 1845 et étudient avec Isaac Nathan, Sara Flower et Lewis Henry Lavenu. La formation musicale de Marie et ses premières représentations ont lieu à Hobart en Australie.

### Carrière
Marie se forge rapidement une réputation de chanteuse dans des concerts et de prima donna d'opéra, à la fois à Sydney et à Melbourne, et devient une favorite populaire dans de nombreux autres lieux d'Australie[évasif]. Elle est fréquemment présentée comme la Jenny Lind australienne. Elle a la particularité d'être la première d'Australie à incarner le personnage d'Adalgisa[réf. nécessaire] dans l'opéra Norma de Bellini en 1852 au Royal Victoria Theatre de Sydney, aux côtés de la Norma de Sara Flower. Son mari, gracié par le gouvernement italien, se rend en Italie en 1870, mais meurt à Modène d'une fièvre gastrique et d'une inflammation des poumons peu après son arrivée. Marie Carandini continue à chanter dans des concerts pendant quelques années en Australie et en Nouvelle-Zélande, avec des passages aux États-Unis et en Inde. En novembre 1858, Carandini chante Leonora dans Il trovatore de Verdi lors d'une saison de vingt-sept représentations au Princess Theatre de Melbourne. La troupe Carandini interprète ce qui est peut-être la première production d'opéra complète de Nouvelle-Zélande lors d'une production d'une adaptation à l'opéra de Guy Mannering par Henry Bishop au Princess Theatre de Dunedin en septembre 1862,.
La dernière apparition australienne de Carandini a lieu lors d'un concert d'adieu le 3 février 1892 à l'hôtel de ville de Melbourne ; elle chante Jessie la fleur de Dumblane avec une voix forte pour son âge. Peu de temps après, elle partit pour l'Angleterre. Vers la fin de sa vie, Carandini vit à Richmond Hill, près de Bath, avec sa fille ; elle y meurt le 13 avril 1894, âgée de 68 ans.

## Famille
Carandini a eu huit enfants, dont cinq filles ont été musiciennes et ont participé à ses tournées. Sa fille aînée Rosina Palmer était une soprano notable en Australie.
Son arrière-petit-fils (par sa fille, la comtesse Estelle Marie (néé Carandini di Sarzano (1889–1981)) était l'acteur Sir Christopher Lee et son arrière-arrière-petite-fille est Dame Harriet Walter. Elle était également l'arrière-grand-mère de l'actrice Hermione Hannen par l'intermédiaire de sa fille Fanny Ellen Hannah Louisa Carandini qui a épousé Sir Henry Morland.

## Hommage

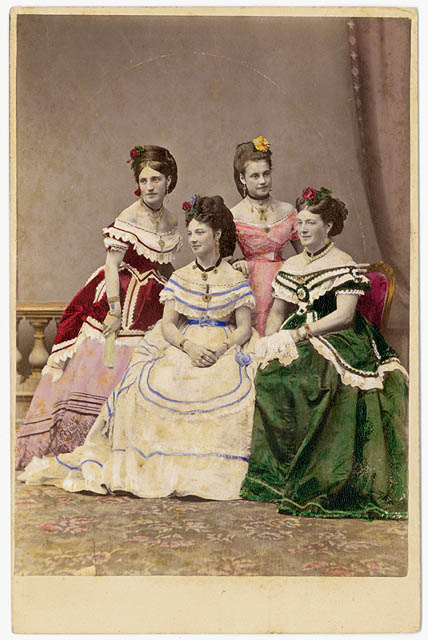
Marie et ses filles

Une rue de la banlieue de Canberra à Melba porte son nom en son honneur.